# Torres (Familienname)
Torres ist ein Familienname.

## Herkunft und Bedeutung
Torres ist, vergleichbar mit Torre, ein ursprünglich ortsbezogener spanischer und portugiesischer Familienname, den eine Person erhielt, die in oder nahe einem Turm lebte (abgeleitet von lat. turris).

## Namensträger

### A
- Adolfo Domingo Torres (1943/44–2010), argentinischer Mediziner, Hochschullehrer und Politiker
- Adriano Torres (1916–1997), philippinischer Badmintonspieler
- Agustín de Jesús Torres y Hernandez (1818–1889), mexikanischer Geistlicher, Bischof von Tulancingo
- Albert Torres (* 1990), spanischer Radrennfahrer
- Alberto Torres (Politiker) (1865–1917), brasilianischer Politiker, Journalist, Jurist und sozialer Denker
- Alberto Torres (Leichtathlet) (1934–1999), dominikanischer Leichtathlet
- Alfredo Torres (1935–2022), mexikanischer Fußballspieler
- Alfredo Torres Romero (1922–1995), mexikanischer Geistlicher, Bischof von Toluca
- Alfredo Enrique Torres Rondón (* 1950), venezolanischer Geistlicher, Bischof von San Fernando de Apure
- Alvaro Torres (* 1987), venezolanischer Radrennfahrer
- Ana Gallego Torres (* 1974), spanische EU-Beamtin
- Ana Teresa Torres (* 1945), venezolanischer Schauspieler
- Anabel Torres (* 1948), kolumbianische Dichterin und Übersetzerin
- Anália Torres (* 1954), portugiesische Soziologin
- Anderson Torres, brasilianischer Polizeichef der Bundespolizei
- Andrés Torres Queiruga (* 1940), spanischer Theologe
- Ángel Torres (Fußballspieler, 1952) (* 1952), kolumbianischer Fußballspieler
- Ángel Torres (Fußballspieler, 1965) (* 1965), mexikanischer Fußballspieler
- Ángel Torres (Fußballspieler, 2000) (* 2000), kolumbianischer Fußballspieler
- Ángel Torres García (1916–2003), mexikanischer Fußballspieler
- Ângelo Torres (* 1968), são-toméisch-portugiesischer Schauspieler und Regisseur
- Angelo Torres (Musiker), brasilianischer Saxofonist
- Aníbal Torres (* 1942), peruanischer Rechtsanwalt und Politiker
- Antoni Torres (Antoni Torres García; 1943–2003), spanischer Fußballspieler
- Antonio de Torres (1817–1892), spanischer Gitarrenbauer
- Antonio Torres Servín (* 1968), mexikanischer Fußballspieler
- António Olavo Monteiro Tôrres († 1851), portugiesischer Gouverneur von Portugiesisch-Timor
- Araceli Torres (* 2000), mexikanische Fußballspielerin
- Ariel Torres (* 1997), US-amerikanischer Karateka
- Art Torres (* 1946), US-amerikanischer Politiker und Jurist
- Arturo Torres (1906–1987), chilenischer Fußballspieler
- Arturo Torres Rioseco (1897–1971), amerikanischer Romanist, Hispanist und Dichter chilenischer Herkunft
- Aureliano Torres (* 1982), paraguayischer Fußballspieler

### B
- Bartolomé de Torres Naharro (1485–1530), spanischer Dramatiker und Lyriker
- Béla von Las-Torres (1890–1915), ungarischer Schwimmer
- Blanca Torres (1928–2006), mexikanische Schauspielerin

### C
- Camilo Torres (1929–1966), kolumbianischer Priester und Befreiungstheologe
- Carlos Torres (Fußballspieler), paraguayischer Fußballspieler
- Carlos Torres (Astronom) (1929–2011), chilenischer Astronom
- Carlos Torres bzw. Carlos Argentino Torres (1929–1991), argentinischer Sänger, siehe Carlos Argentino
- Carlos Torres (Schiedsrichter) (* 1970), paraguayischer Fußballschiedsrichter
- Carlos Torres Vila (1946–2010), argentinischer Sänger
- Carlos Alberto Torres (1944–2016), brasilianischer Fußballspieler und -trainer, siehe Carlos Alberto (Fußballspieler, 1944)
- Carlos Alexandre Torres (* 1966), brasilianischer Fußballspieler
- Carlos Guillermo Torres (1910–1965), argentinischer Astronom
- Carmelo Torres (Matador) (1927–2003), mexikanisch-venezoelanischer Matador und Geschäftsmann
- Carmelo Torres (Musiker), kolumbianischer Musiker und Akkordeonist
- Carmen Marina Torres († 2015), kolumbianische Schauspielerin
- Casimiro Torres (1906–??), chilenischer Fußballspieler
- Curro Torres (* 1976), spanischer Fußballspieler

### D
- Daniel Torres (Comicautor) (* 1958), spanischer Comicautor und -zeichner
- Daniel Torres (Fußballspieler, 1977) (Daniel Torres González; * 1977), costa-ricanischer Fußballspieler
- Daniel Torres (Fußballspieler, 1989) (Daniel Alejandro Torres Rojas; * 1989), kolumbianischer Fußballspieler
- Daniel Díaz Torres (1948–2013), kubanischer Regisseur
- Daniel Fernández Torres (* 1964), US-amerikanischer Priester, Bischof von Arecibo
- Dara Torres (* 1967), US-amerikanische Schwimmerin
- Darwin Torres (* 1991), uruguayischer Fußballspieler
- Daysi Ivette Torres Bosques (* 1956), nicaraguanische Politikerin, Bürgermeisterin von Managua
- Diego Torres (Schauspieler) (Diego Antonio Caccia Torres; * 1971), argentinischer Schauspieler und Sänger
- Diego Torres (Fußballspieler) (Diego Martín Torres Ferulo; * 1992), uruguayischer Fußballspieler
- Diego de Torres Villaroel (1694–1770), spanischer Schriftsteller

### E
- Edson Torres (* 1998), mexikanischer Fußballspieler
- Eduardo Torres (* 2000), mexikanischer Fußballspieler
- Eduardo Valentín Serrano Torres (1911–2008), venezolanischer Musiker, Dirigent und Komponist, siehe Eduardo Serrano (Komponist)
- Edwin Torres (Schriftsteller) (* 1931), US-amerikanischer Richter und Schriftsteller
- Edwin Torres (Radsportler, 1946) (* 1946), puerto-ricanischer Radsportler
- Edwin Torres (Lyriker) (Edwin Felipe Torres; * 1958), US-amerikanischer Lyriker und Performancekünstler
- Edwin Torres (Radsportler, 1997) (* 1997), venezolanischer Radsportler
- Efren Torres (1943–2010), mexikanischer Boxer
- Enrique Torres (* 1950), argentinischer Drehbuchautor und Fernsehproduzent
- Erick Omar Torres Arias (* 1975), peruanischer Fußballspieler
- Erick Torres Padilla (* 1993), mexikanischer Fußballspieler
- Esteban Edward Torres (1930–2022), amerikanischer Politiker
- Esteban Escudero Torres (1946–2025), spanischer Geistlicher, Weihbischof in Valencia
- Eve Torres (* 1984), US-amerikanische Tänzerin, Model und Wrestlerin

### F
- Facundo Torres (* 2000), uruguayischer Fußballspieler
- Félix Torres (Baseballspieler) (* 1932), puerto-ricanischer Baseballspieler
- Félix Torres (Fußballspieler, 1964) (* 1964), paraguayischer Fußballspieler
- Félix Torres (Fußballspieler, 1997) (* 1997), ecuadorianischer Fußballspieler
- Félix González-Torres (1957–1996), kubanisch-US-amerikanischer Künstler
- Fernanda Torres (* 1965), brasilianische Schauspielerin
- Fernando Torres (Politiker), uruguayischer Politiker (Partido Colorado)
- Fernando Torres (Gewichtheber) (Fernando Torres Velásquez; 1941–2009), puerto-ricanischer Gewichtheber
- Fernando Torres (Fernando José Torres Sanz; * 1984), spanischer Fußballspieler
- Fernando Torres Durán (1937–2019), kolumbianischer Geistlicher, Bischof von Chitré
- Fernando Torres Martín (* 1978), spanischer Radrennfahrer
- Fernando Torres-Polanco (Fernando Torres-Quevedo y Polanco; 1898–1971), spanischer Hockeyspieler
- Fernando Torres y Portugal († nach 1589), spanischer Politiker, Vizekönig von Peru
- Fernando Vega Torres (* 1984), spanischer Fußballspieler, siehe Fernando Vega (Fußballspieler)
- Ferran Torres (* 2000), spanischer Fußballspieler
- Francisco Torres (Jesuit) (um 1504–1584), spanischer Theologe und Autor
- Francisco Torres (Fußballspieler, 1985) (* 1985), spanischer Fußballspieler
- Francisco Torres (Fußballspieler, 1989) (* 1989), brasilianischer Fußballspieler
- Francisco Torres Oliver (* 1935), spanischer Übersetzer
- Francisco Javier Torres (* 1983), mexikanischer Fußballspieler
- Francisco José Pacheco Torres (* 1982), spanischer Radsportler, siehe Francisco José Pacheco
- Francisco Rodríguez Torres (* 1957), spanischer Fußballspieler
- Francisco Torres, spanischer Karatekämpfer
- Frederic Longàs i Torres (1897–1968), katalanischer klassischer Pianist und Komponist

### G
- Gabriel Torres (* 1988), panamaischer Fußballspieler
- Gabriella Torres-Ferrer (* 1987), puerto-ricanischer Künstler
- Genoveva Torres Morales (1870–1956), spanische Ordensgründerin
- German Torres (* 1957), mexikanischer Boxer
- Gerson Torres (* 1977), costa-ricanischer Fußballspieler
- Gina Torres (* 1969), amerikanische Schauspielerin
- Gladymar Torres (* 2003), puerto-ricanische Leichtathletin

- Guillermo Torres (Fußballspieler, 1909) (eigentlich Guillermo Raúl Torres Felsmann 1909–1985), chilenischer Fußballspieler
- Guillermo Torres (Fußballspieler) (1952–2014), mexikanischer Fußballspieler
- Guillermo Torres (Sportschütze) (* 1959), kubanischer Sportschütze
- Guillermo Torres Cervantes (* 1986), mexikanischer Ringer
- Gustavo Arturo Torres, argentinischer Diplomat

### H
- Henry Torrès (1891–1966), französischer Anwalt
- Hermenegildo José Torres Asanza (* 1966), ecuadorianischer Geistlicher, Bischof von Guaranda
- Hugo Alberto Torres Marín (* 1960), kolumbianischer Geistlicher, Erzbischof von Santa Fe de Antioquia
- Hugo Torres Jiménez (1948–2022), nicaraguanischer Politiker und Militär

### I
- Israel Torres (* 1967),  kubanischer Radrennfahrer

### J
- J. Torres (* 1969), kanadischer Comicautor
- Jacinto Guerrero Torres (1934–2006), mexikanischer Geistlicher, Bischof von Tlaxcala
- Jaime Torres (1938–2018), argentinischer Musiker
- Jaime Torres Bodet (1902–1974), mexikanischer Schriftsteller
- Jaume Torres i Grau (1879–1945), spanischer Architekt
- Jesús Torres (Radsportler) (* 1954), venezolanischer Radrennfahrer
- Jesús Torres Tejeda (* unbekannt; † 2002), dominikanischer Hörfunksprecher, -produzent und -direktor
- Joaquín Torres García (1874–1949), uruguayischer Maler
- Jon Torres († 2013), US-amerikanischer Bassist
- Jordi Torres (* 1987), spanischer Motorradrennfahrer
- Jorge Torres (Fußballspieler, I), uruguayischer Fußballspieler
- Jorge Torres (Fußballspieler, 1969) (Jorge Leonardo Torres Vega, * 1969), chilenischer Fußballspieler
- Jorge Torres (Leichtathlet) (* 1980), US-amerikanischer Leichtathlet
- Jorge Torres Nilo (* 1988), mexikanischer Fußballspieler
- Jorge Martín Torres Carbonell (* 1954), argentinischer Geistlicher, Bischof von Gregorio de Laferrère
- José Torres (Radsportler, 1889) (1889–??), chilenischer Radsportler
- José Torres (Schauspieler) (* 1925), venezolanischer Schauspieler
- José Torres (Boxer) (1936–2009), puerto-ricanischer Boxer
- José Torres (Sportschütze) (José Ángel Torres Laboy; * 1971), puerto-ricanischer Sportschütze
- José Torres (Politiker), US-amerikanischer Politiker
- José Torres (Schiedsrichter) (José Raúl Torres Rivera, * 1990), puerto-ricanischer Fußballschiedsrichter
- José Augusto Torres (1938–2010), portugiesischer Fußballspieler und -trainer
- José Torres Gil (* 1995), argentinischer BMX-Freestyle-Fahrer
- José Francisco Torres (* 1987), US-amerikanisch-mexikanischer Fußballspieler
- José Guadalupe Torres Campos (* 1960), mexikanischer Geistlicher, Bischof von Gómez Palacio
- José Manuel Casas Torres (1916–2010), spanischer Geograph
- José de Torres (1670–1738), spanischer Organist, Komponist, Musiktheoretiker und Verleger
- José de la Soledad Torres y Castañeda (1918–1967), mexikanischer Geistlicher, Bischof von Ciudad Obregón
- José Tomás Torres Talavera (1887–1962), mexikanischer Diplomat
- Josep Pau Ballot i Torres (1747–1821), spanischer Theologe, Katalanist, Hispanist und Grammatiker
- Juan Torres (Leichtathlet) (* 1959), spanischer Leichtathlet
- Juan Torres (Boxer, 1968) (* 1968), mexikanischer Boxer
- Juan Torres (Radsportler) (* 1986), venezolanischer Radsportler
- Juan Torres (Fußballspieler) (* 1999), US-amerikanisch-kolumbianischer Fußballspieler
- Juan Torres (Squashspieler) (Juan Jose Torres Lara; * 2005), kolumbianischer Squashspieler
- Juan Torres Odelin (* 1960), kubanischer Boxer
- Juan Bautista Torres (* 2002), argentinischer Tennisspieler
- Juan Domingo Torres (1953–2010), honduranischer Kunst- und Sozialwissenschaftler und Schriftsteller
- Juan Francisco Torres Belén (* 1985), spanischer Fußballspieler, siehe Juanfran (Fußballspieler, 1985)
- Juan Fremiot Torres Oliver (1925–2012), puerto-ricanischer Geistlicher, Bischof von Ponce
- Juan José Torres (1920–1976), bolivianischer Politiker
- Juan Pablo Torres (1946–2005), kubanischer Jazzposaunist und Arrangeur
- Julio Torres (* 1987), salvadorianisch-US-amerikanischer Schauspieler, Drehbuchautor und Regisseur
- Julio Romero de Torres (1874–1930), spanischer Maler
- Justiniano Torres Aparicio (1906–1992), argentinischer Arzt, Archäologie, Komponist, Musikwissenschaftler und Autor

### K
- Karin Torres (* 1998), venezolanische Sängerin und Model

### L
- Laura Torres, mexikanische Journalistin und Mitgründerin einer feministischen Organisation am Anfang des 20. Jahrhunderts
- Leoni Torres (* 1977), kubanischer Liedermacher, Komponist und Produzent
- Leopoldo Lara y Torres (1874–1939), mexikanischer Geistlicher, Bischof von Tacámbaro
- Liz Torres (* 1947), amerikanische Schauspielerin und Sängerin
- Lorenzo Torres (Mr. Lo; * 1958), US-amerikanischer Papiermanipulator und Tänzer
- Luis de Torres († 1493), spanischer Dolmetscher von Christoph Kolumbus
- Luis Torres (Fußballspieler) (Ernesto Luis Torres Torreani; * 1952), paraguayischer Fußballspieler
- Luis Alfredo Torres (1935–1992), dominikanischer Lyriker, Journalist und Kritiker
- Luis Llorens Torres (1876–1944), puerto-ricanischer Dramatiker, Journalist und Politiker
- Luis Manuel Torres, mexikanischer Fußballtrainer und -spieler
- Luiz Váez de Torres (1565–1610), Seefahrer und Entdecker in spanischen Diensten

### M
- Maitte Torres (* 1993), peruanische Sprinterin
- Manuel Torres (* 1991), spanischer Fußballspieler
- Manuel Torres Pastor (1930–2014), spanischer Fußballspieler
- Manuel Folch i Torres (1877–1928), katalanischer Schriftsteller, Journalist, Rechtsanwalt und Politiker
- Manuel Montt Torres (1809–1880), chilenischer Politiker, siehe Manuel Montt
- Marcelo Torres (* 1975), brasilianischer Journalist und Fernsehmoderator
- Marcos de Torres y Rueda († 1649), spanischer Geistlicher, Bischof von Yucatán und Vizekönig von Neuspanien
- Maria Torres Murcia (* 2002), kolumbianische Tennisspielerin
- María Amelia Torres (1934–2011), argentinische Botanikerin
- María Soledad Torres Acosta (1826–1887), spanische Ordensgründerin und Heilige
- Maria-Elena Torres-Padilla (* 1975), mexikanisch-französische Biologin
- Mariano Néstor Torres (* 1987), argentinischer Fußballspieler
- Márcio Torres (* 1981), brasilianischer Tennisspieler
- Mario Alberto Torres Hernández (1931–1975), chilenischer Fußballspieler
- Mario García Torres (* 1975), mexikanischer Künstler
- Màrius Torres (1910–1942), katalanischer Lyriker
- Martí Roca de Torres (* 1980 oder 1981), spanischer Pokerspieler
- Martín Torres (* 1992), uruguayischer Fußballspieler
- Maruja Torres (* 1943), spanische Autorin und Journalistin
- Melchor Jiménez Torres (1907–1980), genannt Melchor de Marchena, spanischer Flamencogitarrist
- Miguel Torres (* 1986), spanischer Fußballspieler
- Miguel Torres Morales (* 1975), peruanisch-deutscher Autor
- Miguel Eduardo Rodríguez Torres (* 1964), venezolanischer Politiker

### N
- Nancy Torres (* 1936), kubanische Bühnenplastikerin und Bühnenbildnerin
- Nelson Torres (* 1944), chilenischer Fußballspieler
- Néstor Torres (* 1957), puerto-ricanischer Jazzmusiker
- Nicolás Torres (* 1997), argentinischer Radrennfahrer
- Norma Torres (* 1965), US-amerikanische Politikerin

### O
- Olga Valdivia Torres (1924–2010), chilenische Unternehmerin
- Óliver Torres (* 1994), spanischer Fußballspieler

### P
- Pablo Torres (* 2005), spanischer Radrennfahrer
- Pablo Román Pérez Torres (* 1964), uruguayischer Übersetzer und Dolmetscher
- Pau Torres (* 1997), spanischer Fußballspieler
- Pau Torres (Fußballspieler, 1987) (Pau Torres Riba; * 1987), spanischer Fußballtorwart
- Pedro Torres (Bischof), Titularbischof von Arbanum
- Pedro Torres (Radsportler) (Pedro Torres Cruces; * 1949), spanischer Radsportler
- Pedro Javier Torres (* 1960), argentinischer Geistlicher, Bischof von Rafaela
- Pedro Manuel Torres, bekannt als Mantorras (* 1982), angolanischer Fußballspieler
- Pedro Morales Torres (1932–2000), chilenischer Fußballspieler und -trainer

### R
- Rafael Torres (Ringer), kubanischer Ringer
- Rafael Torres (Boxer) (* 1966), dominikanischer Boxer
- Rafael García Torres (* 1974), mexikanischer Fußballspieler, siehe Rafael García (Fußballspieler, 1974)
- Rafael Orozco Torres (1922–2015), mexikanischer Fußballspieler
- Rafael Valdéz Torres (* 1959), mexikanischer Geistlicher, Bischof von Ensenada
- Rafaela Torres Gonçalves (* 1991), brasilianische Speerwerferin
- Raffi Torres (Raphael Torres; * 1981), kanadischer Eishockeyspieler
- Rainer Torres (* 1980), peruanischer Fußballspieler
- Ralph Torres (* 1979), US-amerikanischer Politiker
- Ramón Torres Martínez (1924–2008), mexikanischer Architekt
- Regla Torres (* 1975), kubanische Volleyballspielerin
- Rena Torres Cacoullos, US-amerikanische Linguistin, Romanistin, Hochschullehrerin
- Ricardo Torres (* 1980), kolumbianischer Boxer
- Ritchie Torres (* 1988), US-amerikanischer Politiker
- Roberto Torres (Musiker) (* 1940), kubanischer Musiker
- Roberto Torres (Radsportler) (Roberto Torres Toledano; * 1964), spanischer Radsportler
- Roberto Torres (Fußballspieler, 1972) (Roberto Ismael Torres Baez; * 1972), paraguayischer Fußballspieler
- Roberto Torres (Fußballspieler, 1989) (Roberto Torres Morales; * 1989), spanischer Fußballspieler
- Rodolfo Torres (* 1987), kolumbianischer Radrennfahrer
- Rodolfo Torres Ruiz (* 1929), mexikanischer Fußballspieler
- Román Torres (* 1986), panamaischer Fußballspieler
- Rómulo Betancourt y Torres (1858–1901), mexikanischer Geistlicher, Bischof von Campeche

### S
- Sandra Torres (Politikerin) (* 1955), guatemaltekische Politikerin
- Sandra Torres (Leichtathletin) (* 1974), argentinische Leichtathletin
- Sandra Torres (Fechterin) (* 1979), venezolanische Fechterin
- Santiago Torres Bernárdez (* 1929), spanischer Jurist
- Santos Montoya Torres (* 1966), spanischer Geistlicher, römisch-katholischer Bischof von Calahorra y La Calzada-Logroño
- Serguey Torres (* 1987), kubanischer Kanute
- Silvia Torres-Peimbert (* 1940), mexikanische Physikerin und Astronomin

### T
- Tereska Torrès (1920–2012), französische Schriftstellerin mit polnischen Wurzeln
- Tico Torres (* 1953), amerikanischer Musiker
- Timmy Torres, bekannt als Timmy T (* 1967), US-amerikanischer Sänger, Songwriter und Produzent
- Tomás Torres Mercado († 2015), mexikanischer Politiker

### V
- Vanessa Torres (* 1986), US-amerikanische Skateboarderin

### W
- Washington Alfredo Torres Tejera (1941–2018), uruguayischer Kunstkritiker, Lehrer, Autor und Kurator
- William Torres (Schiedsrichter) (William Torres Mejia; * 1975), salvadorianischer Fußballschiedsrichter
- William Torres (Fußballspieler, 1976) (William Jeovanny Torres Alegría; * 1976), salvadorianischer Fußballspieler
- William Torres (Fußballspieler, 1981) (William Antonio Torres Cabrera; * 1981), salvadorianischer Fußballspieler
- William Torres (Leichtathlet) (* 2000), ecuadorianischer Speerwerfer
- Willie Torres (Sänger, 1929) (William Manuel Ramón Torres; 1929–2020), US-amerikanischer Sänger
- Willie Torres (Sänger, 1975) (William M. Torres, auch Willy Tortres; * 1975), US-amerikanischer Sänger

### X
- Xochitl Torres Small (* 1984), US-amerikanische Politikerin

### Y
- Yanielys Torres (* 2003), puerto-ricanische Hammerwerferin
- Yirmar Torres (* 2005), ecuadorianischer Speerwerfer